# King Arthur & the Knights of Justice
King Arthur & the Knights of Justice (en español El rey Arturo y los caballeros de la justicia) es un videojuego de acción-aventura desarrollado por Manley & Associates y distribuido por Enix para la consola Super Nintendo Entertainment System en mayo de 1995. Basado en la serie animada homónima, que a su vez estaba inspirada en la leyenda del rey Arturo, el juego salió a la venta únicamente en Norteamérica.
El jugador toma el papel de un equipo de fútbol americano que es transportado a la Inglaterra medieval y recibe la misión de salvar al rey Arturo de la hechicera Morgana. El juego fue el primer título de Enix desarrollado por una compañía estadounidense, y se inspiró en la serie de The Legend of Zelda y varias obras literarias. Recibió críticas desde mediocres hasta extremadamente malas.

## Modo de juego
El juego es uno de acción-aventura estándar, en el que el jugador tiene una perspectiva de arriba hacia abajo. El jugador toma el papel del rey Arturo y lo acompañan dos caballeros de la justicia controlados por la consola. Puede luchar contra sus enemigos con un movimiento regular de su espada o con un ataque especial, además de poder bloquear ataques altos y bajos. Hay doce caballeros que están disponibles desde el inicio (incluyendo al rey Arturo), cada uno con su propia arma, personalidad y estadísticas de fuerza vital, defensa, poder y velocidad. Cada jefe en el juego es débil contra uno de los caballeros en específico. Se pueden cambiar los miembros del equipo al visitar la sala de la Mesa Redonda en Camelot.
Cada personaje cuenta con una barra de vida, mientras que Arturo tiene una de poder. Se deben recolectar diversos ítems para completar aventuras y objetivos, aunque algunos pueden utilizarse para restaurar la barra de vida de un personaje. A través de un mapa de tipo overworld el jugador puede acceder directamente a los lugares que ya ha visitado antes. El juego no permite guardar la partida, pero sí acceder a varios puntos de la historia a través de un sistema de contraseñas.

## Argumento
La historia se desarrolla en una Inglaterra ficticia en el siglo V. La malvada hechicera Morgana ha encarcelado mágicamente al rey Arturo y a los Caballeros de la Mesa Redonda en la Cueva de Cristal debajo de su castillo, más allá del Muro de Adriano. En Camelot, el mago del rey, Merlín, utiliza una bola de cristal y encuentra a un valiente equipo de «guerreros» en el futuro, comandados por Arthur King y apodados «the Knights» («los Caballeros»). En realidad son jugadores de fútbol americano, aunque Merlín interpreta sus nombres como una señal del destino. Los hace viajar en el tiempo, y la Dama en la Mesa los transforma en los «Caballeros de la Justicia». Merlín les pide que rompan el sello que aprisiona al rey Arturo y a los Caballeros de la Mesa Redonda reuniendo las doce Llaves de la Verdad.
El grupo recibe la espada Excalibur de la Dama del Lago, provando su valía al obtener el Escudo de Pendragon de un dragón joven en Shield Heights. Le ofrecen su ayuda a Erek, el gobernante depuesto del Castillo de Tintagel, y recuperan la primera Llave de la Verdad en el castillo. Posteriormente se trasladan a la aldea de Welton, que se encuentra bajo un hechizo de control mental, y recuperan la segunda Llave de la Verdad en la Torre Gruesome. Después de romper el hechizo en Welton y cruzar el Blinder's Way, consiguen la tercera Llave de la Verdad en el Castillo Sanguine.
Durante este evento, un jefe militar se infiltra en Camelot y envenena al escudero Everett. El grupo obtiene un antídoto en el Pantano de Zagar y salva al escudero. Más tarde se hacen de la cuarta Llave de la Verdad en la Torre Stone. Rescatan al hijo del rey Gnomo para obtener la quinta Llave de la Verdad, y recolectan cuatro Llaves Elementales para desbloquear el acceso al Castillo Vilor y la sexta Llave de la Verdad. Los Caballeros encuentran la séptima y octava Llaves de la Verdad en la aldea de Crownhorn y en el Cabo de la Muerte, respectivamente. La novena y décima Llaves se encuentran en la Torre Blackroot y en la Ciudadela Oscura al juntar las piezas faltantes del Bastón de Riothamus, que puede abrir una brecha en el Muro de Adriano.
Usando el Bastón, el grupo atraviesa el Muro de Adriano y se adentra en el Bosque Oscuro, donde hallan la undécima Llave de la Verdad. En un cementerio, se topan con una estatua de Morgana, que dispara un rayo mágico que mata a los dos Caballeros en el grupo. Arthur viaja al Pueblo de los Muertos por su cuenta y más tarde a la Llanura de los Muertos y recupera a sus dos Caballeros muertos. Llegan al castillo de Morgana, Stone Gardens, y derrotan a Morgana en su forma de dragón, obteniendo así la última Llave de la Verdad. En la secuencia final del juego, los miembros del equipo son felicitados por el verdadero y ahora liberado rey Arturo, y Merlín utiliza Stonehenge para enviarlos de vuelta a su época.

## Desarrollo
King Arthur & the Knights of Justice fue el primer juego de Enix desarrollado por una compañía estadounidense. El equipo de desarrollo del proyecto estaba compuesto por aproximadamente dos docenas de personas. Inicialmente el plan era que el juego fuera para un cartucho de 16 megabits, pero se terminaron añadiendo 4 megabits adicionales, ya que los desarrolladores querían expandir el juego. El proceso abarcó unos dos años.
Además de la serie animada original, los desarrolladores tomaron ideas de varias fuentes de inspiración, incluyendo la franquicia de The Legend of Zelda y libros como The Book of Merlyn de T. H. White y fábulas de la poetisa medieval María de Francia. Se dieron cuenta de que la parte más difícil del desarrollo era inventar acertijos para cada una de las regiones, ya que tenían que ser «divertidos y desafiantes, pero no repetitivos». Aunque intentaban mantener un balance entre acción y desafíos, notaron que se enfocaron más en el aspecto de los acertijos del juego. Algunas de las partes favoritas del juego para los desarrolladores fueron las batallas con dragones, el jefe Blackwing y los jefes de guerra de Morgana.

## Recepción
El título recibió críticas generalmente negativas. Las revistas de videojuegos Nintendo Power y Electronic Gaming Monthly le dieron al juego puntuaciones de 2,68 sobre 5 y 5,62 sobre 10, respectivamente, mientras que el sitio web Allgame lo calificó con 3 de 5 estrellas. El crítico freelance Robert Schmitz le dio una calificación de 0,5 sobre 11, llamándolo «terrible» y explicando que casi es «mejor no mencionar» al juego. Schmitz culpó a la decisión de Enix de basar el juego en una caricatura poco conocida, algo en lo que estuvieron de acuerdo tanto Video Game Bible como Allan Milligan. Este último resaltó en una reseña para la Gaming Intelligence Agency que el juego salió a la venta después del final de la serie.
Milligan llamó al juego «asombrosamente mal concebido» y lo comparó con una «sucesión de misiones de búsqueda». Electronic Gaming Monthly sintió que las gráficas carecían de colores vibrantes, pero que la música estaba bien. Milligan, sin embargo, juzgó que tanto las gráficas como el sonido eran mediocres, los diseños de los personajes «terribles», el argumento genérico y los acertijos poco desafiantes. Además, señaló que es imposible para el jugador saber con anticipación qué Caballero es el indicado para luchar contra cada jefe.
En lo referente al modo de juego, Milligan criticó el hecho de que en algunas partes todos los enemigos en la pantalla deben ser derrotados para progresar, y la posibilidad de que algunos personajes y enemigos queden ocultos detrás de grandes objetos y fuera de la vista del jugador. El ángulo de ataque no intuitivo de la espada de Arturo y la inteligencia artificial de los Caballeros también fueron mencionados como mal concebidos, además de la falta de animación cuando un personaje o enemigo es atacado.
Mientras que Milligan no notó ningún glitch o error de software en el juego, Schmitz sintió que los encargados de probar el juego se apresuraron demasiado con su trabajo. El juego parecía «sin terminar y subdesarrollado» para Video Game Bible, al igual que para Milligan, que dijo que el empaque era agradable y el manual legible, preguntándose por qué «seres humanos pensantes» aceptarían hacer un juego «tan poco ambicioso y aburrido». Video Game Bible le otorgó al juego una puntuación de rareza de 6 sobre 10, lo que significa que, de acuerdo a la escala en el libro, el juego puede haber tenido más de 20 000 copias producidas.